# Амавасья
Амава́сья («совместное проживание») — новолуние в индуистском календаре. В индийской астрологии амавасьей называют тот день лунного календаря, в который Луна и Солнце находятся в одном доме. После амавасьи начинается светлая половина лунного месяца, называемая «шукла-пакша». Шукла-пакша приходит на смену кришна-пакше — тёмной половине месяца, которая исчисляется от полнолуния. Шукла-пакша связывается с влиянием богов, тогда как кришна-пакша скорее с влиянием предков.